# August-Bebel-Straße 1 (Schnarsleben)

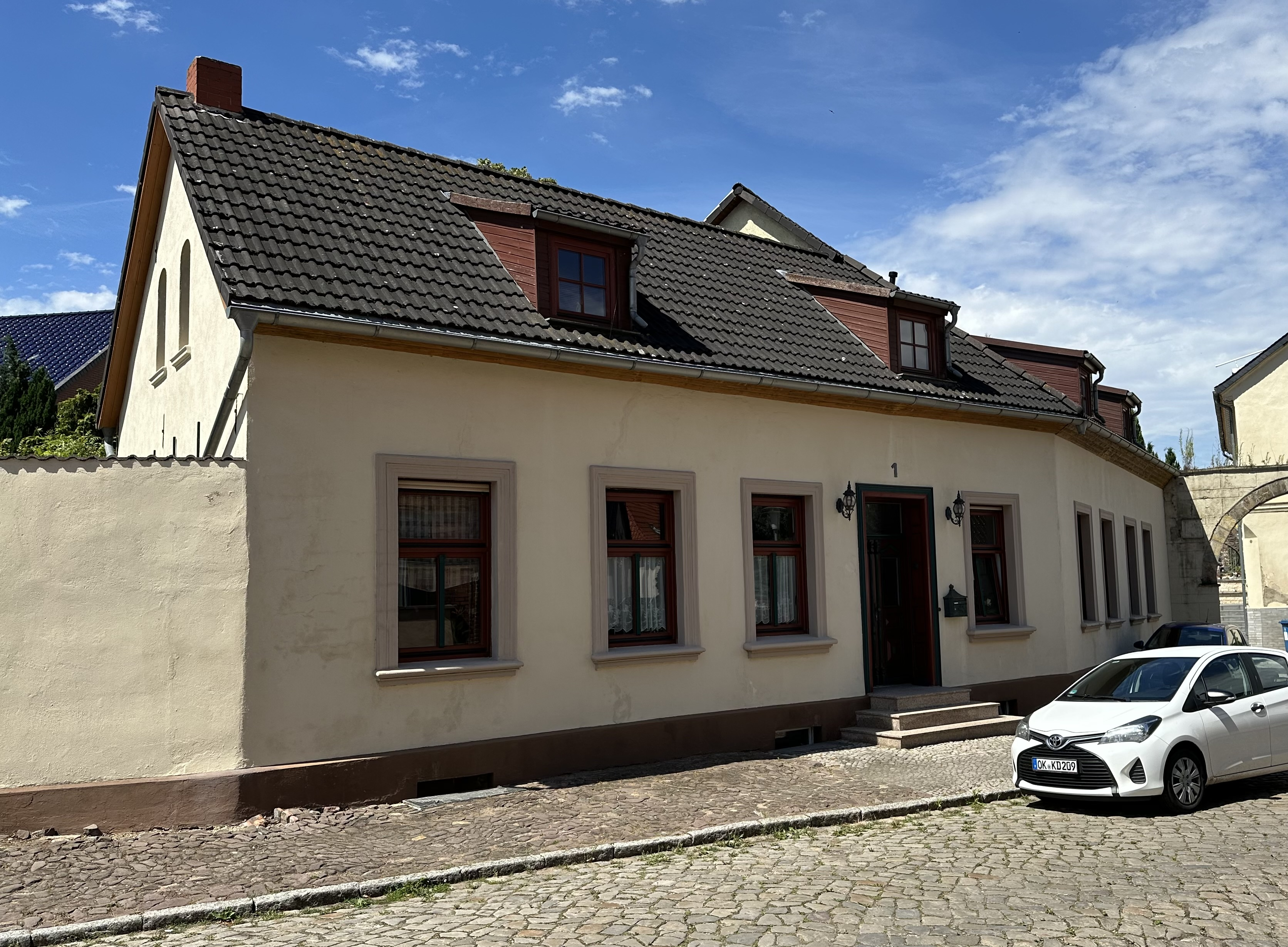
August-Bebel-Straße 1 im Jahr 2024

August-Bebel-Straße 1 ist ein denkmalgeschütztes Wohnhaus in der Gemeinde Hohe Börde in Sachsen-Anhalt.

## Lage
Es befindet sich im Zentrum des Ortsteils Schnarsleben in einer markanten Ecklage auf der Westseite der August-Bebel-Straße und gehört zum Denkmalbereich August-Bebel-Straße 1, 3, Kirchplatz 1, 4, 5, Martin-Luther-Straße 1, 2, 4.

## Architektur und Geschichte
Das eingeschossige Gebäude ist schlicht gestaltet und traufständig zur Straße ausgerichtet. Es entstand im ersten Viertel des 19. Jahrhunderts. Der verputzte Bau ist mit einem Satteldach bedeckt. An der nach Südosten weisenden Giebelwand befinden sich zwei kleine als Rundbögen gestaltete Fensteröffnungen. Zum Anwesen gehört ein kleiner giebelständiger Stall.
Im Denkmalverzeichnis des Landes Sachsen-Anhalt ist das Wohnhaus unter der Erfassungsnummer 094 70893  als Baudenkmal eingetragen.
Das Haus gilt als prägend für das Straßenbild und wichtig für das Ensemble der umliegenden Gebäude, darunter das Pfarrwitwenhaus (Kirchplatz 4), der Gasthof Zum Adler und mehrere Gehöfte.